# Žiga Jelar
Žiga Jelar (22 ottobre 1997) è un saltatore con gli sci sloveno.

## Biografia
Attivo in gare FIS dal settembre del 2013, Jelar ha esordito in Coppa del Mondo il 23 febbraio 2016 a Kuopio (43º) e ai Campionati mondiali a Seefeld in Tirol 2019, dove è stato 27º nel trampolino normale, 23º nel trampolino lungo, 6º nella gara a squadre e 4º nella gara a squadre mista. Il 7 marzo 2020 ha ottenuto nella gara a squadre di Oslo Holmenkollen il primo podio in Coppa del Mondo (3º); ai Mondiali di Oberstdorf 2021 si è classificato 28º nel trampolino normale. Il 25 marzo 2022 ha conquistato la sua prima vittoria in Coppa del Mondo sul trampolino di casa a Planica, aggiudicandosi poi anche la Coppa del Mondo di Volo due giorni più tardi; ai Mondiali di Planica 2023 ha vinto la medaglia d'oro nella gara a squadre ed è stato 23º nel trampolino normale e 16º nel trampolino lungo.

## Palmarès

### Mondiali
- 1 medaglia:
  - 1 oro (gara a squadre a Planica 2023)

### Mondiali juniores
- 2 medaglie:
  - 2 ori (gara a squadre, gara a squadre mista a Park City 2017)

### Coppa del Mondo
- Miglior piazzamento in classifica generale: 17º nel 2023
- Vincitore della Coppa del Mondo di volo con gli sci nel 2022
- 9 podi (4 individuali, 5 a squadre):
  - 2 vittorie (1 individuale, 1 a squadre)
  - 6 secondi posti (3 individuali, 3 a squadre)
  - 1 terzo posto (a squadre)

#### Coppa del Mondo - vittorie
| Data          | Località | Nazione  | Trampolino                                                  |
| ------------- | -------- | -------- | ----------------------------------------------------------- |
| 25 marzo 2022 | Planica  | Slovenia | Letalnica HS240                                             |
| 26 marzo 2022 | Planica  | Slovenia | Letalnica HS240 (con Peter Prevc, Timi Zajc e Anže Lanišek) |